# Эрметов, Кайрат
Кайрат Эрметов (23 мая 1984, Бостанлыкcкий район, Ташкентская область, Узбекская ССР, СССР) — узбекистанский горнолыжник. Участвовал в зимних Олимпийских играх 2006 года.

## Биография
Кайрат Эрметов родился 23 мая 1984 года в Бостанлыкском районе Ташкентской области.
С 2003 года входил в состав сборной Узбекистана по горнолыжному спорту. В феврале 2003 года впервые выступил на соревнованиях под эгидой Международной федерации лыжного спорта в Японии.
В марте 2004 года стал двукратным победителем соревнований в Турции.
В 2005 году участвовал в чемпионате мира в Бормио, где занял 71-е место в гигантском слаломе и не финишировал во втором заезде слалома.
В 2006 году вошёл в состав сборной Узбекистана на зимних Олимпийских играх в Турине. В слаломе по сумме двух заездов показал результат 2 минуты 20,88 секунды, заняв 46-е место и отстав на 37,74 секунды от победителя — Бенджамина Райха из Австрии. Был знаменосцем сборной Узбекистана на церемониях открытия и закрытия Олимпиады.
В 2008 году завершил спортивную карьеру.